# Světový pohár v biatlonu 2024/2025 – Anterselva
6. podnik Světového poháru v biatlonu v sezóně 2024/2025 se konal od 23. do 26. ledna 2025 v italské Anterselvě. Na programu podniku byly závody ve sprintech, stíhací závody a štafety žen a mužů.
V Anterselvě se před tím závodilo v lednu 2024.

## Program závodů
Oficiální program:
| Datum     | Disciplína           | Začátek (SEČ) | Počet závodníků |
| --------- | -------------------- | ------------- | --------------- |
| 23. ledna | Sprint (ženy)        | 14:30         | 100             |
| 24. ledna | Sprint (muži)        | 14:30         | 102             |
| 25. ledna | Stíhací závod (ženy) | 13:00         | 55              |
| 25. ledna | Štafety (muži)       | 14:55         | 20              |
| 26. ledna | Štafety (ženy)       | 12:05         | 20              |
| 26. ledna | Stíhací závod (muži) | 14:55         | 52              |

## Průběh závodů

### Sprinty
Ve závodě žen se zpočátku držela na prvním místě v cíli Švýcarka Amy Basergová. Po druhé střelbě se pak do čela dostalal vedoucí závodnice světového poháru, Němka Franziska Preussová. Tu však brzy předstihla Francouzka Lou Jeanmonnotová, která závod vyhrála. Mezi ně se pak zařadila Němka Selina Grotianová.
Z českých reprezentantek se dařilo Tereze Voborníkové, která střílela čistě a po druhé střelbě byla celkově šestá. Pak však mírně zpomalila a v cíli obsadila konečnou 9. pozici. Body do hodnocení závodníků získala ještě Lucie Charvátová za 26. místo a Jessica Jislová, která dojela o pět pozic za ní. Do závodu světového poháru nastoupila po více než v roce Tereza Vinklárková, která však skončila až na 81. místě.
V závodě mužů zastřílel Jonáš Mareček jako první obě položky čistě a v cíli průběžně vedl. Stejně dobře se dařilo i Vítězslavu Hornigovi, který běžel o trochu rychleji a v cíli se dostal o 11 vteřin před Marečka. Oba čeští reprezentanti se delší dobu udržovali na prvních dvou místech průběžného pořadí, než se před ně dostal Ukrajinec Dmytro Pidručnyj. Před toho se pak s větším náskokem posunul Nor Tarjei Bø. Z poslední střelby již předtím odjížděl jeho krajan Sturla Holm Laegreid, který měl ztrátu jen 0,6 sekundy. Na mezičase se dostal před Bøa, ale do cíle dojel 0,4 sekundy za ním. Bø tak závod vyhrál, Lagreid skončil druhý a na třetí místo se propracoval Ital Tommaso Giacomel.
Hornig nakonec skončil sedmý a Mareček desátý. Pro něj to však bylo nejlepší umístění v kariéře. Jako třetí z českých reprezentantů dojel Michal Krčmář, který udělal dvě střelecké chyby a skončil dvacátý. Do stíhacího závodu podstoupil ještě z 57. pozice Adam Václavík, který chyboval celkem třikrát.

### Stíhací závody
Závod žen měl jednoznačný průběh. Vítězka sprintu, Francouzka Lou Jeanmonnotová, si udržovala vedení, zvyšovala svůj náskok, a i když při poslední střelbě nezasáhla jeden terč, jasně zvítězila. Na druhé místo se po první střelbě dostala její krajanka Julia Simonová, která střílela bezchybně a toto místo s přehledem udržela. Bojovalo se jen o třetí pozici, když z poslední střelby současně odjížděla Němka Francisca Preussová s další Francouzkou Jeanne Richardovou. Němka v polovině posledního kola nastoupila a získala menší náskok, s kterým dojela do cíle.
Z českých reprezentantek udělala Tereza Voborníková dvě chyby a dojela jedenáctá. Oproti sprintu se o osm míst dopředu posunula Jessica Jislová, která chybovala střelecky jen jednou a obsadila 23. pozici. Lucie Charvátová z pěti nezasaženými terče skončila na 28. místě.
Po druhé střelbě závodu mužů jeli v čele Norové Sturla Holm Laegreid a Tarjei Bø. K nim se po třetí střelecké položce přidal Ital Tommaso Giacomel. Všichni tři pak spolu přijížděli na poslední střelbu, kterou zvládl čistě jen Lageaid. Tím ziskal 18vteřinový náskok a v závodě zvítězil. Tarjei Bø měl při odjezdu ze střelnice čtyřvteřinovou ztrátu, kterou brzy dohnal. V polovině kola se Giacomelovi vzdálil a obsadil druhé místo.
Čeští reprezentanti jeli pomaleji a hůře stříleli. Nejlépe z nich skončil Jonáš Mareček se čtyřmi nezasaženými terče na 30. místě.

### Štafety
Ve vedoucí skupině mužských štafet se zpočátku udržovalo v čele Norsko s Francií, ale brzy je dojela francouzská štafeta, která se pak dostala do čela. Postupně si vypracovala téměř minutový náskok, se kterým i přes celkově čtyři chyby na střelnici zvítězila. Na druhém místě se dlouho udržovala norská štafeta, která na této pozici vyjížděla i do posledního kola, ale jen šest vteřin před Švédskem, za které jel Sebastian Samuelsson. Ten Nora Vetle Christiansena dojížděl a v cílové rovině s ním bojoval, ale už její nepředjel, a Norsko tak skončilo o 0,4 vteřiny druhé.
Za českou štafetu jeli nejdříve Vítězslav Hornig a Michal Krčmář, kteří se udržovali kolem šestého místa. Jonáš Mareček pak posunul český tým o dvě pozice dopředu, ale Adam Václavík po poslední střelbě musel na jedno trestné kolo a naopak dvě místa ztratil. Přesto je výsledné šesté místo českého týmu, který velmi rychle běžel, nejlepší za poslední rok.
V závodě žen šetřilo mnoho týmů některé své závodnice, a tak družstva nenastupovala v nejsilnějším složení. V čele závodu se zpočátku střídala Francie s Norskem, ke kterým se později přidalo i Švédsko. Na poslední střelbu spolu přijela Švédka Hanna Öbergová současně s Norkou Ingrid Landmark Tandervoldovou. Obě zastřílely s dvěma chybami a poslední kolo jely spolu. Při příjezdu na stadion však Tandervoldová zakopla o hůlku Öbergové, a tak Švédsko s přehledem zvítězilo. Třetí dojela Francie.
Český tým kvůli drobnému nachlazení nenasadil na první úsek Terezu Voborníkovou, kterou nahradila Kristýna Otcovská. Ta spolu s Terezou Vinklárkovou na druhém úseku střlela dobře, ale obě běžely - také vinou pádu Otcovské – pomalu a udržovaly se kolem 13. místa. Lucie Charvátová pak po střelbě vstoje musela na dvě trestná kola, ale rozestupy mezi štafetami už byly tak velké, že v pořadí neklesla. Ze stejného důvodu se však příliš nezlepšila ani Jessica Jislová, která na posledním úseku zastřílela obě položky čistě. Česká štafeta přijela do cíle na 11. místě.

## Umístění na stupních vítězů

### Muži
| Disciplína              | První místo                                                               | Výkon             | Druhé místo                                                                          | Výkon             | Třetí místo                                                              | Výkon             |
| Sprint (10 km)          | Tarjei Bø                                                                 | 23:51,0 (0+0)     | Sturla Holm Laegreid                                                                 | 23:51,4 (0+1)     | Tommaso Giacomel                                                         | 23:53,6 (1+1)     |
| Stíhací závod (12,5 km) | Sturla Holm Laegreid                                                      | 29:53,0 (0+0+0+0) | Tarjei Bø                                                                            | 30:11,9 (0+0+0+1) | Tommaso Giacomel                                                         | 30:17,0 (0+1+0+1) |
| Štafeta (4×7,5 km)      | FrancieFabien Claude Quentin Fillon Maillet Éric Perrot Émilien Jacquelin | 1:13:33,6 (0+4)   | NorskoSturla Holm Laegreid Tarjei Bø Johannes Thingnes Bø Vetle Sjåstad Christiansen | 1:14:17,2 (0+12)  | ŠvédskoViktor Brandt Jesper Nelin Martin Ponsiluoma Sebastian Samuelsson | 1:14:17,6 (1+8)   |

### Ženy
| Disciplína            | První místo                                                                     | Výkon             | Druhé místo                                                                               | Výkon             | Třetí místo                                                                  | Výkon             |
| Sprint (7,5 km)       | Lou Jeanmonnotová                                                               | 21:09,5 (0+0)     | Selina Grotianová                                                                         | 21:16,7 (0+0)     | Franziska Preussová                                                          | 21:26,2 (0+0)     |
| Stíhací závod (10 km) | Lou Jeanmonnotová                                                               | 29:44,0 (0+0+0+1) | Julia Simonová                                                                            | 30:08,1 (0+0+0+0) | Franziska Preussová                                                          | 30:37,6 (1+0+0+0) |
| Štafeta (4×6 km)      | ŠvédskoJohanna Skottheimová Ella Halvarssonová Anna Magnussonová Hanna Öbergová | 1:07:26,0 (0+6)   | NorskoKaroline Knottenová Ragnhild Femsteineviková Maren Kirkeedeová Ingrid Tandrevoldová | 1:07:39,4 (0+7)   | FrancieJeanne Richardová Lou Jeanmonnotová Océane Michelonová Julia Simonová | 1:07:49,6 (0+8)   |